# Microsphecia
Microsphecia is een geslacht van vlinders uit de onderfamilie Tinthiinae van de familie wespvlinders (Sesiidae). De wetenschappelijke naam is voor het eerst gepubliceerd in 1912 door Max Bartel. 
De typesoort van het geslacht is Sphinx tineiformis Esper

## Soorten
- Microsphecia brosiformis (Hübner, 1808)
- Microsphecia tineiformis (Esper, 1789)